# 秋月種長
秋月種長（日语：／ Akizuki Tanenaga，1567年3月17日—1614年7月19日），日本安土桃山時代至江戶時代前期的武將、大名，日向國高鍋藩的初代藩主。

## 生平
永祿10年（1567年）2月7日、誕生，為筑前國戰國大名秋月種實的長子。天正14年（1586年）、和父親一同對抗豐臣秀吉的九州征討軍，戰敗後也一同降伏於豐臣氏。這時，父親剃髮謝罪並宣布隱居，種長也繼承家督之位成為秋月氏當主。但是不久之後，秀吉命令秋月氏轉封到俸祿僅3萬石的日向國高鍋城。
在豐臣政權下，曾參與征討朝鮮的天正20年（1592年）的文祿之役、慶長2年（1597年）的慶長之役，慶長3年（1598年）的蔚山之戰還曾立下戰功。
慶長5年（1600年）關原之戰，隸屬於西軍負責守備大垣城；在西軍瓦解後的9月17日，接受了東軍的遊說、在城中的熊谷直盛、垣見家純、木村由信遭到殺害後投降，也保住了領地，成為秋月氏高鍋藩的初代藩主。
種長因為沒有兒子，將女兒嫁給外甥秋月種貞（長野種信之子）並收為養子，但之後以種貞病弱為由廢嫡，改立種貞和女兒所生的外孫為繼承人，也因此和不滿此事的家臣之間產生嫌隙。
慶長19年（1614年）6月13日逝世，享年48歲，之後由收為養子的外孫秋月種春繼承藩主之位。